# Xinglong (socken i Kina, Guizhou, lat 27,69, long 108,28)
Xinglong (kinesiska: 兴隆, 兴隆土家族苗族乡) är en socken i Kina. Den ligger i provinsen Guizhou, i den sydvästra delen av landet, omkring 200 kilometer nordost om provinshuvudstaden Guiyang.